# Macrocoma budura
Macrocoma budura es una  de las especies de insecto coleóptero de la familia Chrysomelidae.
Fue descrita científicamente en 1996 por Daccordi & Medvedev in Medvedev.